# Mecistogaster modesta
Mecistogaster modesta är en trollsländeart. Mecistogaster modesta ingår i släktet Mecistogaster och familjen Pseudostigmatidae.

## Underarter
Arten delas in i följande underarter:
- M. m. iphigenia
- M. m. modesta